# Carl Stokes
Carl Burton Stokes (Cleveland (Ohio), 21 juni 1927 – aldaar, 3 april 1996) was een Amerikaans politicus en diplomaat van de Democratische Partij. Hij was een van de eerste Afro-Amerikaanse burgemeesters van de Verenigde Staten. Tussen 1967 en 1971 diende Stokes als burgemeester van zijn geboortestad Cleveland.

## Biografie

### Vroege jaren
Carl Stokes werd geboren als de zoon van Charles en Louise Stokes. Zijn vader overleed toen hij twee jaar oud was. Hij stopte met High School in 1944 om in een gieterij te werken en diende aan het einde van de Tweede Wereldoorlog in het Amerikaanse leger. Na zijn ontslag uit het leger in 1946 keerde hij terug naar Cleveland en maakte hij de High School af die hij een jaar later wist te halen. Stokes ging vervolgens studeren en wist zijn bachelor te behalen aan de Universiteit van Minnesota. Twee jaar later behaalde hij zijn diploma aan de Cleveland State University College of Law.
Stokes werkte vervolgens vier jaar lang als assistent-aanklager en werd hij partner bij een firma. In 1962 werd hij verkozen tot de allereerste Afro-Amerikaanse Democratische volksvertegenwoordiger in het Huis van Afgevaardigden van de staat Ohio. Drie jaar later deed hij een eerste poging om burgemeester van Cleveland te worden. In 1967 ondernam Stokes een tweede poging en nam hij het in de burgemeestersverkiezing op tegen Seth Taft, kleinzoon van oud-president William Howard Taft. Stokes won met 50,5% van zijn tegenstander.

### Burgemeesterschap
In totaal diende Stokes twee termijnen als burgemeester. Tijdens zijn periode stelde hij de banen in het stadhuis open voor vrouwen en zwarte mensen. Ook overtuigde hij het Amerikaanse ministerie van Volkshuisvesting en Stedelijke Ontwikkeling om de stadsvernieuwingsfondsen vrij te geven die tijdens de het bewind van zijn voorganger waren bevroren. Een ander punt dat hij voor elkaar was te krijgen was het aannemen van de Equal Employment Opportunity Ordinance, waarbij bedrijven die zaken deden met de stad, actieve programma's moesten hebben om de werkgelegenheid voor minderheden te vergroten.
Tijdens zijn periode vond ook de Schietpartij bij Glenville (23-24 juli 1968) plaats. In de nasleep van deze schietpartij kwam aan het licht dat de militante groep van Fred Evans, die de schietpartij veroorzaakte, subsidie had gekregen uit Stokes project Cleveland: Now! Dit project was gericht op het voorkomen van raciaal geweld door middel van het verstrekken van subsidie voor buurthuizen, activiteiten voor de jeugd en werkgelegenheid. Door een conflict met zijn gemeenteraad en het uitblijven van steun van stemmers voor het verhogen van de inkomstenbelasting besloot Stokes zich in 1971 niet opnieuw kandidaat te stellen voor het ambt.

### Latere carrière
Hij vertrok vervolgens naar New York waar hij als presentator bij de WNBC, hij werd daar de eerste zwarte studiopresentator. In 1980 keerde Stokes terug naar Cleveland waar hij ging werken als juridisch adviseur van de United Auto Workers vakbond. Vervolgens diende hij tussen 1983 en 1994 als gemeentelijk rechter. In 1994 stelde president Bill Clinton hem aan als Amerikaans ambassadeur in de Seychellen. Tijdens zijn aanstelling aldaar werd er slokdarmkanker bij hem geconstateerd en kreeg hij medisch verlof. Hij overleed vervolgens in zijn geboorteplaats.

## Nalatenschap
De wolkenkrabber van het federaal gerechtshof dat in 2002 werd geopend werd vernoemd naar Carl Stokes: Carl B. Stokes United States Courthouse.